# Ligne de Perpignan à Thuir
La ligne de Perpignan à Thuir est une ancienne ligne de chemin de fer secondaire du département des Pyrénées-Orientales, reliant Perpignan au bourg industriel de Thuir, connu pour sa production de boisson alcoolisée Byrrh.

## Historique
La ligne Perpignan - Thuir fut ouverte en 1911 par la Compagnie des Chemins de fer des Pyrénées-Orientales. Le trafic voyageurs y a cessé en 1953 dans un grand mouvement de foules et de "fête carnavalesque". Reprise ensuite par la SNCF, elle fut empruntée par des trains de fret jusqu'en juin 1994.
Déclassée en 1997, la plateforme ferroviaire fut reprise par le Conseil général des Pyrénées-Orientales, déjà propriétaire de l'emprise, qui y a établi une voie verte pour vélos et piétons, reliant ainsi Perpignan à Thuir par ce couloir.